# Blaenavon
Blaenavon is een plaats in Wales, in de county borough Torfaen en in het ceremoniële behouden graafschap Gwent. De plaats telt 6.349 inwoners.
Het Industrieel landschap Blaenavon (met het Big Pit National Coal Museum) staat op de werelderfgoedlijst van UNESCO.